# Eurhynchiella tenuinervis
Eurhynchiella tenuinervis är en bladmossart som beskrevs av Theodor Carl Karl Julius Herzog 1952. Eurhynchiella tenuinervis ingår i släktet Eurhynchiella och familjen Brachytheciaceae. Inga underarter finns listade i Catalogue of Life.